# تولیشنیتسا
تولیشنیتسا (به صربی: Tolišnica) یک منطقهٔ مسکونی در صربستان است که در کرالیفو واقع شده‌است.